# Clarence Edwin Ayres
Clarence Edwin Ayres, né le 6 mai 1891 à Lowell et mort le 24 juillet 1972 à Alamogordo, est un économiste américain qui fut membre de la tradition institutionnaliste américaine, aux côtés notamment de Thorstein Veblen et John R. Commons.

## Éléments biographiques
Né en 1891, Ayres a initialement suivi des études de philosophie. Il effectue sa thèse de doctorat en économie, qu'il obtient en 1917, à l'université de Chicago (titre de la thèse : "The Nature of the Relationship Between Ethics and Economics"). Au cours de cette période, il se lie d'amitié avec l'économiste Frank Knight. Jusqu'en 1925, il enseigne à l'université de Chicago. Enseignant charismatique, il influencera notablement Talcott Parsons et Joseph Dorfman. Après un bref passage à l'université du Wisconsin, il trouve un poste d'économiste à l'université du Texas à Austin dans laquelle il demeurera jusqu'à la fin de sa carrière, en dépit des torts que lui causeront ses opinions anti-conformistes. C'est dans cette Université qu'Ayres développe l'essentiel de son système théorique, lequel influencera un grand nombre de futurs économistes institutionnalistes. Il est ainsi souvent fait mention de "l'École du Texas", tradition institutionnaliste se distinguant de celle de "l'École du Wisconsin", amorcé par J.R. Commons, un autre économiste institutionnaliste. De 1935 à 1938, il est membre éditorial de l' American Economic Review. Conseiller du Président Harry Truman, il participe en 1966 à la création de l'Association for Evolutionary Economics, institution qui est encore aujourd'hui la principale voix des thèses économiques hétérodoxes aux États-Unis.

## Le système de pensée de Ayres
En raison de sa formation philosophique, les travaux de C.E. Ayres comportent invariablement des interrogations d'ordre philosophique sur l'évolution des sociétés développées, sur la question du progrès économique et sur le rôle de la technologie. Il a particulièrement été influencé par les écrits du philosophe pragmatiste américain John Dewey. Ayres en retiendra notamment le concept d'évaluation instrumentale, qui indique que l'action et la recherche se déroulent invariablement suivant un continuum moyens-fins-moyens. Ayres formera, à partir de l'instrumentalisme de Dewey, la dichotomie institution/technologie sur laquelle repose l'ensemble de son système de pensée.
Cette dichotomie constitue en fait une généralisation des analyses de l'économiste Thorstein Veblen, lequel voyait la mécanisation de l'économie comme un moyen de rationaliser les comportements économiques des individus. La généralisation opérée par Ayres, par ailleurs très contestée pour son excessivité intransigeante (y compris par ses propres disciples), consiste à voir dans la technologie la principale source du progrès économique et humain. À l'opposé, les institutions sociales sont vues comme générant des comportements dits "cérémonials", c’est-à-dire se justifiant par une adhésion à des croyances et à des coutumes. Ayres interprète ces comportements cérémonials comme un frein au progrès social. À partir de cette dichotomie, Ayres interprète donc l'évolution des sociétés humaines comme étant le résultat d'un rapport de force entre deux influences contraires et opposées.

## Progressisme et anti-conformisme
La pensée de Ayres est empreinte d'une connotation progressiste, probablement héritée des écrits de Dewey, dans laquelle la société est pensée comme pouvant être transformée par l'action rationnelle des individus. Ayres s'est constitué en un adversaire farouche de tous les modes de pensée cérémonials, à commencer par la religion, dans lesquels l'action des individus est guidée par des croyances et non par le critère instrumental. Ses opinions lui ont valu de nombreux ennuis à l'Université du Texas où il a plusieurs fois était menacé de renvoi. Dans son dernier ouvrage Toward a Reasonable Society (1961), Ayres a développé la double idée de capitalisme limité et de société raisonnable. Une société raisonnable est définie par Ayres comme une société dans laquelle le progrès technologique est mis au service du bien-être des individus et où il s'accorde avec un système de valeur qui lui soit compatible et qui en permette un bon usage. Cette société raisonnable devrait passer par un capitalisme limité, c’est-à-dire un système économique dans lequel les institutions économiques et sociales, s'ajustent au développement technologique au regard du système de valeur prévalent, sans qu'elles aient la possibilité de perturber ce développement technologique.